# Seznam medailistů na mistrovství Evropy v běhu na 5 000 m
Toto je kompletní seznam medailistů v běhu na 5 000 m  na mistrovství Evropy v atletice mužů od roku 1934 do současnosti.

## Muži
| Rok  | Místo     | Zlato                            | Výkon vítěze                     | Stříbro                          | Bronz                            |
| ---- | --------- | -------------------------------- | -------------------------------- | -------------------------------- | -------------------------------- |
| 1934 | Turín     | Roger Rochard                    | 14:36,8                          | Janusz Kusociński                | Ilmari Salminen                  |
| 1938 | Paříž     | Taisto Mäki                      | 14:26,8                          | Henry Jonsson                    | Kauko Pekuri                     |
| 1946 | Oslo      | Sydney Wooderson                 | 14:08,6                          | Willem Slijkhuis                 | Evert Nyberg                     |
| 1950 | Brusel    | Emil Zátopek                     | 14:03,0                          | Alain Mimoun                     | Gaston Reiff                     |
| 1954 | Bern      | Volodymyr Kuc                    | 13:56,6                          | Christopher Chataway             | Emil Zátopek                     |
| 1958 | Stockholm | Zdzisław Krzyszkowiak            | 13:53,4                          | Kazimierz Zimny                  | Gordon Pirie                     |
| 1962 | Bělehrad  | Bruce Tulloh                     | 14:00,6                          | Kazimierz Zimny                  | Pjotr Bolotnikov                 |
| 1966 | Budapešť  | Michel Jazy                      | 13:42,8                          | Harald Norpoth                   | Bernd Diessner                   |
| 1969 | Athény    | Ian Stewart                      | 13:44,8                          | Rašid Šarafetdinov               | Alan Blinston                    |
| 1971 | Helsinky  | Juha Väätäinen                   | 13:32,6                          | Jean Wadoux                      | Harald Norpoth                   |
| 1974 | Řím       | Brendan Foster                   | 13:17,2                          | Manfred Kuschmann                | Lasse Virén                      |
| 1978 | Praha     | Venanzio Ortis                   | 13:28,57                         | Alexandr Fedotkin Markus Ryffel  | neudělena                        |
| 1982 | Athény    | Thomas Wessinghage               | 13:28,90                         | Werner Schildhauer               | Dave Moorcroft                   |
| 1986 | Stuttgart | Jack Buckner                     | 13:10,15 RM                      | Stefano Mei                      | Tim Hutchings                    |
| 1990 | Split     | Salvatore Antibo                 | 13:22,00                         | Gary Staines                     | Slawomir Majusiak                |
| 1994 | Helsinky  | Dieter Baumann                   | 13:36,93                         | Rob Denmark                      | Abel Antón                       |
| 1998 | Budapešť  | Isaac Viciosa                    | 13:37,46                         | Manuel Pancorbo                  | Mark Carroll                     |
| 2002 | Mnichov   | Alberto García                   | 13:38,18                         | Ismaïl Sghyr                     | Sergey Lebid                     |
| 2006 | Göteborg  | Jesús España                     | 13:44,70                         | Mohamed Farah                    | Juan Carlos Higuero              |
| 2010 | Barcelona | Mohamed Farah                    | 13:31,18                         | Jesús España                     | Hayle Ibrahimov                  |
| 2012 | Helsinky  | Mohamed Farah                    | 13:29,91                         | Arne Gabius                      | Polat Kemboi Arıkan              |
| 2014 | Curych    | Mohamed Farah                    | 14:05,82                         | Hayle Ibrahimov                  | Andy Vernon                      |
| 2016 | Amsterdam | Ilias Fifa                       | 13:40,85                         | Adel Mechaal                     | Richard Ringer                   |
| 2018 | Berlín    | Jakob Ingebrigtsen               | 13:17.06                         | Henrik Ingebrigtsen              | Morhad Amdouni                   |
| 2020 | Paříž     | zrušeno kvůli pandemii covidu-19 | zrušeno kvůli pandemii covidu-19 | zrušeno kvůli pandemii covidu-19 | zrušeno kvůli pandemii covidu-19 |
| 2022 | Mnichov   | Jakob Ingebrigtsen               | 13:21.13                         | Mohamed Katir                    | Yemaneberhan Crippa              |
| 2024 | Řím       | Jakob Ingebrigtsen               | 13:20,11                         | George Mills                     | Dominic Lobalu                   |

## Ženy
- Závod žen se poprvé uskutečnil v roce 1998

| Rok  | Místo     | Zlato                            | Výkon vítěze                     | Stříbro                          | Bronz                            |
| ---- | --------- | -------------------------------- | -------------------------------- | -------------------------------- | -------------------------------- |
| 1998 | Budapešť  | Sonia O'Sullivanová              | 15:06,50                         | Gabriela Szabóová                | Marta Domínguezová               |
| 2002 | Mnichov   | Marta Domínguezová               | 15:14,76                         | Sonia O'Sullivanová              | Jelena Zadorožná                 |
| 2006 | Göteborg  | Marta Domínguezová               | 14:56,18                         | Lilija Šobuchovová               | Elvan Abeylegesseová             |
| 2010 | Barcelona | Elvan Abeylegesseová             | 14:54,44                         | Sara Moreirová                   | Jéssica Augustová                |
| 2012 | Helsinky  | Olga Golovkinová                 | 15:11,70                         | Sara Moreirová                   | Julia Bleasdaleová               |
| 2014 | Curych    | Meraf Bahtaová                   | 15:31,39                         | Sifan Hassanová                  | Susan Kuijkenová                 |
| 2016 | Amsterdam | Yasemin Canová                   | 15:18,15                         | Meraf Bahtaová                   | Stephanie Twellová               |
| 2018 | Berlín    | Sifan Hassanová                  | 14:46.12                         | Eilish McColganová               | Yasemin Canová                   |
| 2020 | Paříž     | zrušeno kvůli pandemii covidu-19 | zrušeno kvůli pandemii covidu-19 | zrušeno kvůli pandemii covidu-19 | zrušeno kvůli pandemii covidu-19 |
| 2022 | Mnichov   | Konstanze Klosterhalfenová       | 14:50.47                         | Yasemin Canová                   | Eilish McColganová               |
| 2024 | Řím       | Nadia Battoclettiová             | 14:35,29 RM                      | Karoline Bjerkeli Grøvdalová     | Marta Garcíaová                  |